# István Joós
István Joós (Győr, 27 de marzo de 1953) es un deportista húngaro que compitió en piragüismo en la modalidad de aguas tranquilas.
Participó en los Juegos Olímpicos de Moscú 1980, obteniendo una medalla de plata en la prueba de K2 1000 m. Ganó tres medallas en el Campeonato Mundial de Piragüismo entre los años 1977 y 1981.

## Palmarés internacional
| Juegos Olímpicos   | Juegos Olímpicos         | Juegos Olímpicos  | Juegos Olímpicos |
| Año                | Lugar                    | Medalla           | Competición      |
| ------------------ | ------------------------ | ----------------- | ---------------- |
| 1980               | Moscú (URSS)             | Medalla de plata  | K2 1000 m        |
| Campeonato Mundial |                          |                   |                  |
| Año                | Lugar                    | Medalla           | Competición      |
| 1977               | Sofía (Bulgaria)         | Medalla de plata  | K4 10 000 m      |
| 1978               | Belgrado (Yugoslavia)    | Medalla de bronce | K1 10 000 m      |
| 1981               | Nottingham (Reino Unido) | Medalla de plata  | K2 10 000 m      |